# 李繼忠
李继忠（896年—946年），字化远，后晋将领，后唐昭义军节度使、兼中书令李嗣昭第二子。
李继忠年轻时善骑射，跟随父亲征讨有功，唐庄宗任命他为检校兵部尚书，充感义马军指挥使，改潞府司马，加检校尚书右仆射，充安义都巡检使。唐明宗时，李继忠的哥哥李继能被人诬告谋反，与其弟李继袭都被杀，李嗣昭只有一子李继忠活下来。天成年间，由北京大内皇城使转任河东行军司马，入朝为右骁卫将军。不久，授成德军司马，加检校司徒。其母杨氏善于理财，积财巨万。石敬瑭起兵太原，李继忠举家归附。晋高祖石敬瑭即位，天福二年（937年）三月，授沂州刺史，加检校太保，转任棣州刺史。李继忠因为有风痹，远地相辞，授单州刺史，加输忠奉国功臣。天福三年（938年），入为右神武统军。天福四年（939年）三月，出领隰州。天福七年（942年）八月，改为泽州刺史。开运元年（944年），入朝为右监门大将军。开运三年（946年）秋，在东京开封府去世，时年五十一岁。